# Abalessa
Abalessa is een stad en gemeente in de provincie Tamanrasset, in het zuiden van Algerije. De stad heeft 9163 inwoners (2008), tegen 6484 in 1998; dit is een jaarlijkse groei van 3,6%. Abalessa ligt langs de oude Transsahara-handelsroute, 80 kilometer ten westen van de stad Tamanrasset, de hoofdstad van de provincie.

## Geschiedenis
Abalessa is bekend om het graf van Tin Hinan, de koningin en mythische voorouder van de Toeareg. Tin Hinan is vermoedelijk aangekomen in de streek van het Ahaggargebergte en woonde daar in de vierde of vijfde eeuw na Christus.
Op 18 oktober 1927 ontdekte Byron Khun de Prorok een grafkelder met een skelet in de buurt van Abalessa. In zijn boek Mysterious Sahara: The Land of Gold, of Sand, and of Ruin schrijft hij dat dit skelet van Tin Hinan is. Het skelet is te zien in het Bardomuseum in Algiers, terwijl de vindplaats een toeristische attractie in Abalessa is gebleven.

## Geografie
De gemeente bereikt een gemiddelde hoogte van ongeveer 900 meter boven zeeniveau. De belangrijkste stad ligt op een hoogte van 893 meter, op de samenvloeiing van de twee intermitterende wadis Oued Rellachene en Oued Iheri. Een rotsachtig gebergte, dat deel uitmaakt van de Ahaggar bergen rijst ten westen van de stad en bereikt ongeveer een hoogte van 1200 meter. Er is aanzienlijke vegetatie in de rivierdalen; het gebied behoort tot de ecoregio West-Sahara bergachtige droge bossen.

## Plaatsen
- Silet